# Гущенко, Георгий Иванович
Георгий Иванович Гущенко (2 марта 1931, Ленинград — 8 января 2024) — советский гребец. Мастер спорта СССР (1952). Участник двух Олимпийских игр (1952, 1956). Четырёхкратный призёр чемпионата мира.

## Биография
В блокадном Ленинграде в годы Великой Отечественной войны участвовал в дежурствах, занимался борьбой с зажигательными бомбами и помогал выращивать овощи в совхозе. Окончил Ленинградский судостроительный техникум (1949) и Северо-Западный заочный политический институт (1953). Во время учёбы начал заниматься академической греблей в клубе «Судостроитель» на Крестовском острове.
Чемпион Ленинграда 1951 года. Представлял ленинградский гребной клуб «Знамя». Его тренерами были Владимир Кирсанов и Борис Бречко. Пятикратный чемпион СССР (1952, 1955, 1957, 1958, 1959).
За сборную СССР выступал с 1952 по 1959 год. Участник Олимпийских игр 1952 года в Хельсинки (распашная четвёрка). На чемпионате мира 1953 года в Дании завоевал серебро в четвёрке распашной. В 1954 году побеждал на регатах в Праге и Хенли
Гущенко защищал цвета советской команды и на Олимпиаде 1956 года в Мельбурне, где соревновался в восьмёрке. В Дуйсбурге в 1957 году вновь стал серебряным призёром чемпионата мира. Бронзовый призёр чемпионатов мира 1958 года в Польше и 1959 года во Франции. Также становился бронзовым призёром Всемирных игр молодёжи (1957). Чемпион ВЦСПС (1959).
С 1957 года работал в Центральном конструкторском бюро морской техники «Рубин». К Олимпийским играм 1980 года в Москве на предприятии было изготовлено около 100 тренажёров для советских спортсменов.

## Награды и звания
- Орден Трудового Красного Знамени[6]
- Медаль «За оборону Ленинграда»[6]
- Медаль «За трудовую доблесть»[6]
- Знак «Почётный ветеран подводного флота»[6]